# Nemobius sylvestris
Nemobius sylvestris, comummente conhecido como grilo-do-bosque ou grilo-florestal, é uma espécie de grilo rasteiro, que canta durante todo o ano e que pertencente à família dos Grilídeos. É uma espécie nativa da Europa Ocidental e Norte da África. 

## Etimologia
Do que toca ao nome científico:
- O nome genérico, Nemobius, é um termo neolatino[7], resulta da aglutinação dos étimos latino nĕmŭs[8], que significa «bosque» ou «prado»[9], com o étimo grego bios (βίος), que significa «vida; com vida»[10].
- O epíteto específico, sylvestris,[11] por seu turno, provém do latim clássico silvestris, que significa «silvestre; selvagem; florestal».[12]

## Descrição
Trata-se de um insecto de pequenas dimensões, de coloração castanho-escura, que vive no solo, na manta morta de folhas da submata dos bosques. Apresenta semelhanças com os gafanhoto, ostentando longas antenas, finas como fios. Pode atingir até cerca de 1 centímetro de comprimento.
Há dimorfismo sexual nesta espécie, o que se evidencia no que toca às asas frontais que, são bastante extensas nos machos, podendo estender-se até meio do abdómen, ao passo que nas fêmeas são extremamente reduzidas, resumindo-se a meras protuberâncias arredondadas. Tendo dito isto, vale notar que esta espécie não voa, pelo que nem os machos, nem as fêmeas, possuem asas traseiras. Por seu turno, as fêmeas também se destacam por possuírem um longo ovipositor na ponta do abdómen. 

## Distribuição
O grilo-do-bosque é nativo do continente europeu, abrangendo territórios na Europa Ocidental, Central e Meridional, Córsega e marcando presença, também, no Norte de África, em territórios como a Argélia e Marrocos.  

### Portugal
A espécie marca presença em diversas regiões do litoral português, no que toca a Portugal Continental, onde é uma espécie autóctone, encontrando-se também presente no arquipélago dos Açores, nomeadamente nas ilhas de São Miguel e na Terceira, onde é uma espécie naturalizada.

### Habitat
O habitat natural desta espécie são as orlas de bosques e as clareiras de florestas, privilegiando os matagais de carvalhos, faias, aveleiras e azevinhos.
Esta espécie medra na manta morta, formada pelas folhas caídas das sobreditas espécies de árvores, preferindo espaços quentes e com boa exposição solar.

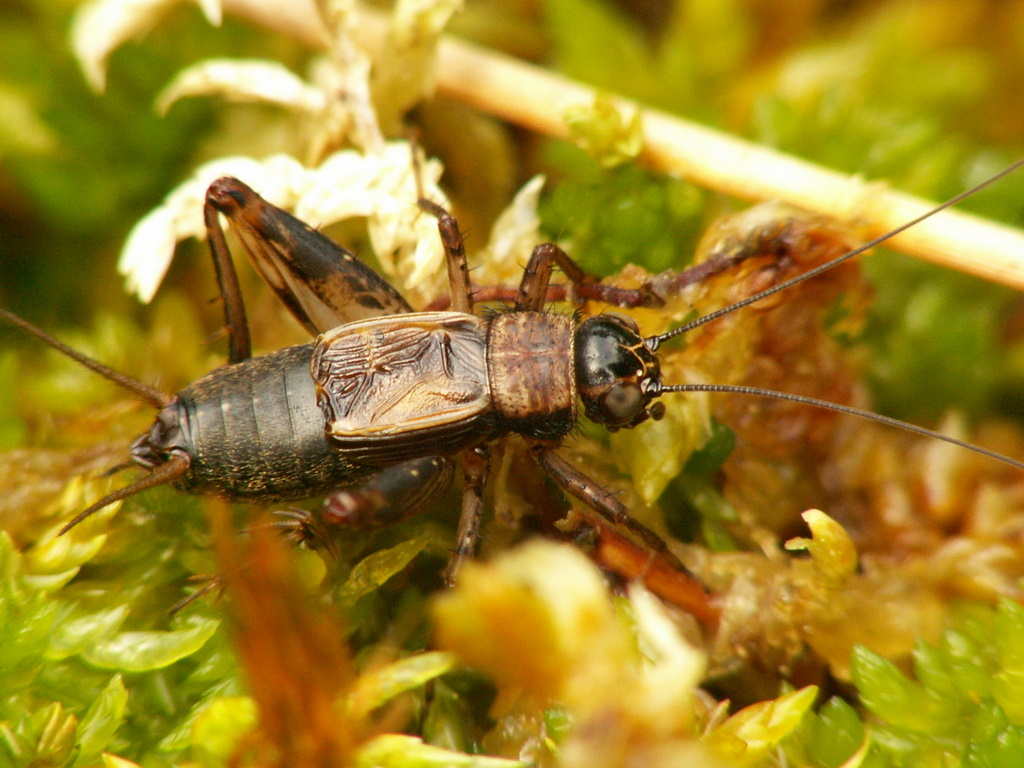
Macho de grilo-do-bosque

## Ecologia
Os grilos-do-bosque vivem por entre as folhas em decomposição, das quais, por sinal, se alimentam. Também se podem nutrir dos fungos que crescem na manta morta das folhas caídas.  Quando o tempo aquece o suficiente, os machos grilam, quer durante o dia, quer durante a noite, sendo que o seu canto se assemelha a um murmúrio ou ao restolhar das folhas.
Esta espécie deposita os ovos na manta morta durante o final do Verão e o início do Outono. Os ovos ou ninfas, passam o Inverno a hibernar, sendo que os juvenis só amadurecem até ao estado de adultos durante a Primavera. 
Ao contrários de outras espécies do seu género, os grilos-do-bosque têm uma longevidade que pode chegar até aos dois anos. 
Por não voarem,  têm uma capacidade de dispersão limitada.  Os machos são aqueles que têm maior capacidade de dispersão, havendo registos de espécimes que se afastaram até 55 metros, para lá da orla florestal, contudo as fêmeas e as ninfas não se costumam dispersar para tão longe. 